# Unikát (filatélia)
Az unikát a filatéliában egyetlen példányban létező bélyeget jelent. Az unikát latin eredetű szó, jelentése: egyedi.

## Unikátok

### A „sárga háromshillinges”
Egy 1855-ös svéd bélyegsorozat 3 shillinges értékét zöld helyett sárga színben nyomták. A „sárga háromshillinges” vagy angolul „Treskilling Yellow” néven ismert bélyeg nagyon ismert a bélyeggyűjtők körében. Jelenleg a világ legdrágább bélyege, és méretéhez viszonyítva az egyik legdrágább tárgy.

### A Brit Guyana 1 centes
Brit Guyana (ma Guyana) területén adták ki korlátozott példányszámban 1856-ban magenta papíron, fekete nyomással, az egyik leghíresebb bélyeg a gyűjtők körében.

### Buenos Aires-i 1 pesós fordított pár
1859-ben adták ki.

### Toszkánai 4-crazie Lion fordított tábla
1851-es unikát tévnyomat.

## Galéria

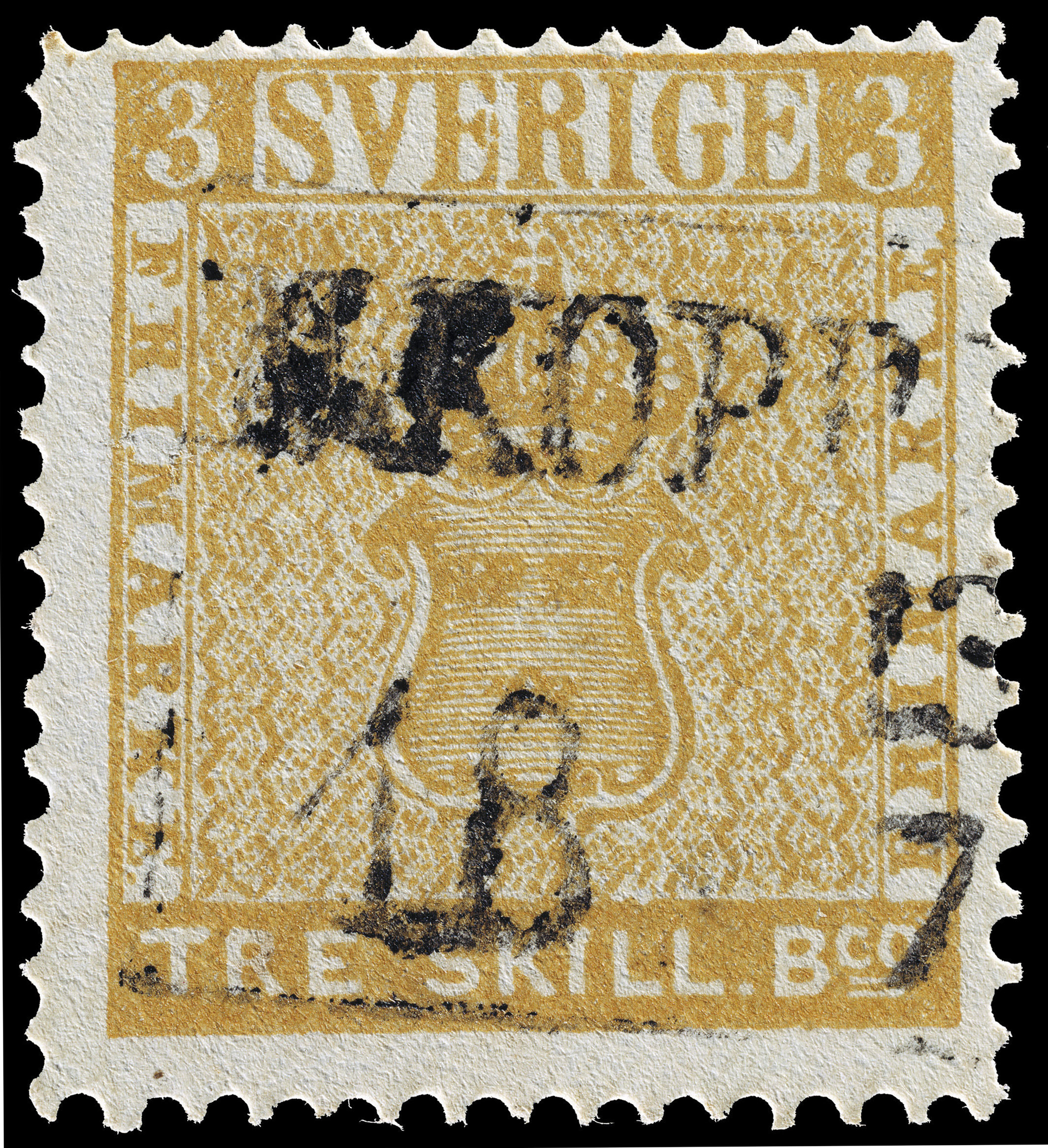
A sárga háromshillinges
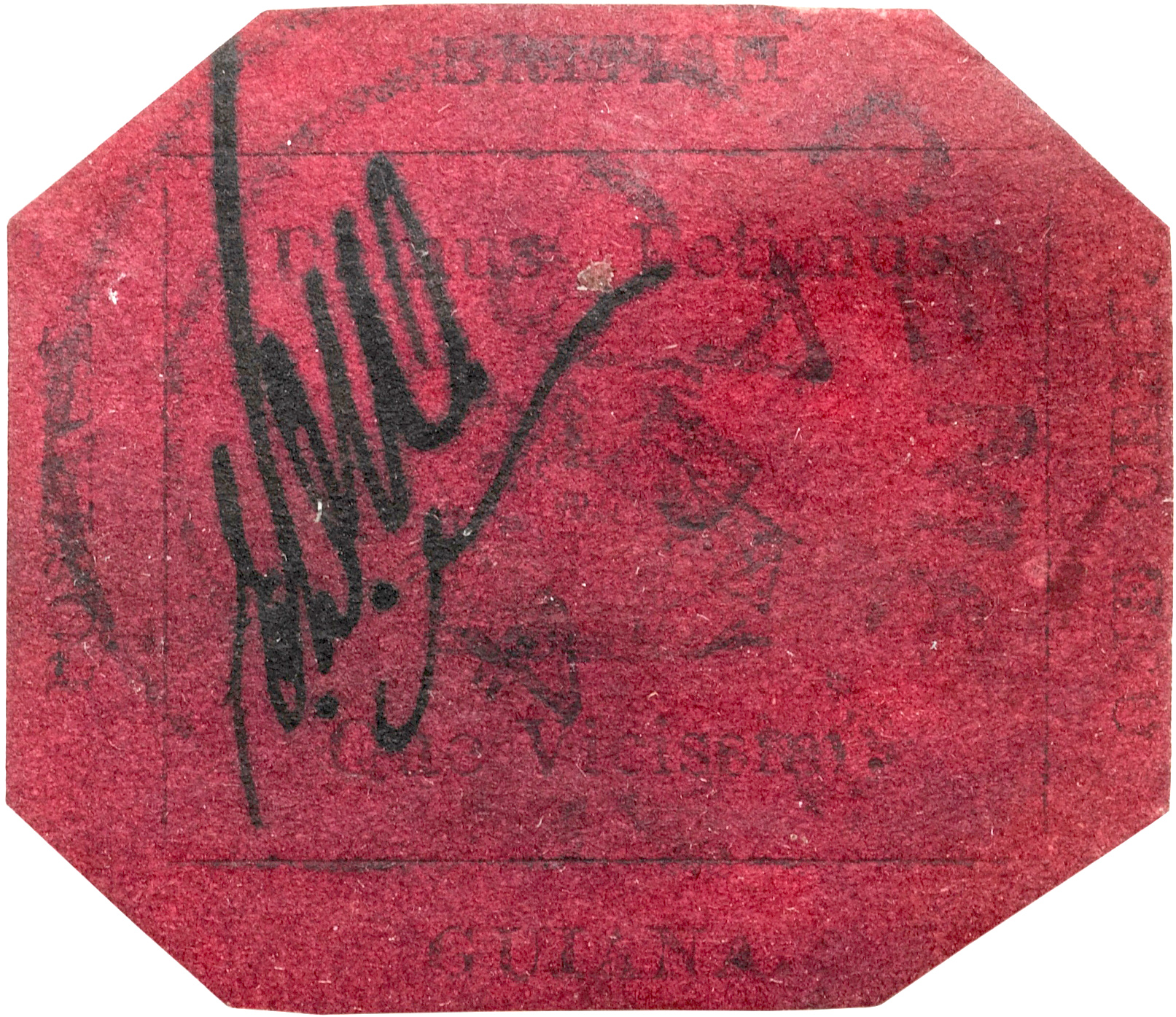
A Brit Guyana 1 centes

## Lásd még
- unicum
- ritkasági fok